# Camponotus denticulatus
Camponotus denticulatus é uma espécie de inseto do gênero Camponotus, pertencente à família Formicidae.